# Echitație la Jocurile Olimpice de vară din 2024 - sărituri pe echipe
Proba de echitație sărituri pe echipe de la Jocurile Olimpice de vară din 2024 a avut loc în perioada 1-2 august 2024 la Palatul Versailles.

## Program
Orele sunt ora Franței (UTC+1) 
| Data                  | Timp  | Etapă      |
| --------------------- | ----- | ---------- |
| Joi, 1 august 2024    | 11:00 | Calificări |
| Vineri, 2 august 2024 | 14:00 | Finala     |

## Rezultate

### Sărituri - calificări
Cele mai bune 10 echipe s-au calificat în finală.
| Loc | Țară                       | Sportivi                                                                    | Cai                                                         | Penalizări individuale      | Penalizări pe echipă | Note |
| --- | -------------------------- | --------------------------------------------------------------------------- | ----------------------------------------------------------- | --------------------------- | -------------------- | ---- |
| 1   | Germania                   | - Christian Kukuk - Philipp Weishaupt - Richard Vogel                       | - Checker 47 - Zineday - United Touch S                     | - 0 - 0 - 0                 | 0                    | C    |
| 2   | Statele Unite ale Americii | - Laura Kraut - Karl Cook - McLain Ward                                     | - Baloutinue - Caracole de la Roque - Ilex                  | - 0 - 0 - 6                 | 6                    | C    |
| 3   | Marea Britanie             | - Ben Maher - Harry Charles - Scott Brash                                   | - Dallas Vegas Batilly - Romeo 88 - Jefferson               | - 0 - 4 - 4                 | 8                    | C    |
| 3   | Belgia                     | - Gilles Thomas - Wilm Vermeir - Jérôme Guery                               | - Ermitage Kalone - IQ Van Het Steentje - Quel Homme de Hus | - 0 - 4 - 4                 | 8                    | C    |
| 3   | Olanda                     | - Maikel van der Vleuten - Kim Emmen - Harrie Smolders                      | - Beauville Z - Imagine - Uricas van der Kattevennen        | - 0 - 0 - 8                 | 8                    | C    |
| 6   | Irlanda                    | - Shane Sweetnam - Daniel Coyle - Cian O'Connor                             | - James Kann Cruz - Legacy - Maurice                        | - 4 - 0 - 5                 | 9                    | C    |
| 7   | Franța                     | - Simon Delestre - Olivier Perreau - Julien Epaillard                       | - I Amelusina R 51 - Dorai D'Aiguilly - Dubai du Cedre      | - 8 - 4 - 0                 | 12                   | C    |
| 8   | Suedia                     | - Henrik von Eckermann - Rolf-Göran Bengtsson - Peder Fredricson            | - King Edward - Zuccero HV - Catch Me Not S                 | - 0 - 0 - 17                | 17                   | C    |
| 9   | Israel                     | - Ashlee Bond - Robin Muhr - Daniel Bluman                                  | - Donatello 141 - Galaxy HM - Ladriano Z                    | - 4 - 16 - 0                | 20                   | C    |
| 10  | Mexic                      | - Carlos Hank - Federico Hernández - Eugenio Garza                          | - Porthos Maestro WH Z - Romeo - Contago                    | - 4 - 4 - 12                | 20                   | C    |
| 11  | Spania                     | - Ismael García Roque - Sergio Álvarez Moya - Eduardo Álvarez Aznar         | - Tirano - Puma HS - Caprice du Vigneul                     | - 9 - 4 - 8                 | 21                   |      |
| 12  | Elveția                    | - Steve Guerdat - Pius Schwizer - Martin Fuchs                              | - Dynamix de Belheme - Vancouver de Lanlore - Leone Jei     | - 8 - 12 - 4                | 24                   |      |
| 13  | Austria                    | - Katharina Rhomberg - Gerfried Puck - Max Kühner                           | - Colestus Cambridge - Naxcel V - Elektric Blue P           | - 16 - 8 - 4                | 28                   |      |
| 14  | Canada                     | - Mario Deslauriers - Erynn Ballard - Amy Millar                            | - Emerson - Nikka van der Bisschop - Truman                 | - 12 - 4 - 16               | 32                   |      |
| 15  | Australia                  | - Hilary Scott - Thaisa Erwin - Edwina Tops-Alexander                       | - Milky Way - Utopie Rossignol*IFCE - Fellow Castlefield    | - 16 - 16 - 4               | 36                   |      |
| 16  | Japonia                    | - Taizo Sugitani - Takashi Haase Shibayama - Eiken Sato                     | - Quincy 194 - Karamell M&M - Conthargo-Blue                | - 20 - 12 - 19              | 51                   |      |
| 17  | Polonia                    | - Adam Grzegorzewski - Dawid Kubiak - Maksymilian Wechta                    | - Issem - Flash Blue B - Chepettano                         | - 28 - 16 - 9               | 53                   |      |
| 18  | Emiratele Arabe Unite      | - Omar Abdul Aziz Al-Marzooqi - Ali Hamad Al-Kirbi - Abdullah Mohd Al-Marri | - Enjoy de la Mure - Jarlin de Torres - McGregor            | - 12 - 44 - 16              | 72                   |      |
| 19  | Arabia Saudită             | - Abdulrahman Alrajhi - Khaled Almobty - Ramzy Al-Duhami                    | - Ventago - Jaguar King WD - Untouchable 32                 | - 8 - 20 - Retragere        | 28+Retragere         |      |
| 20  | Brazilia                   | - Pedro Veniss - Stephan de Freitas Barcha - Rodrigo Pessoa                 | - Nimrod de Muze - Primavera - Major Tom                    | - Eliminare - 4 - Retragere | Eliminare            |      |

### Finala
| Loc | Țară                       | Sportivi                                                         | Cai                                                         | Penalizări individuale              | Penalizări pe echipă | Note |
| --- | -------------------------- | ---------------------------------------------------------------- | ----------------------------------------------------------- | ----------------------------------- | -------------------- | ---- |
| 1   | Marea Britanie             | - Ben Maher - Harry Charles - Scott Brash                        | - Dallas Vegas Batilly - Romeo 88 - Jefferson               | - 1 - 0 - 1                         | 2                    |      |
| 2   | Statele Unite ale Americii | - Laura Kraut - Karl Cook - McLain Ward                          | - Baloutinue - Caracole de la Roque - Ilex                  | - 4 - 0 - 0                         | 4                    |      |
| 3   | Franța                     | - Simon Delestre - Olivier Perreau - Julien Epaillard            | - I Amelusina R 51 - Dorai D'Aiguilly - Dubai du Cedre      | - 3 - 0 - 4                         | 7                    |      |
| 4   | Olanda                     | - Maikel van der Vleuten - Kim Emmen - Harrie Smolders           | - Beauville Z - Imagine - Uricas van der Kattevennen        | - 6 - 0 - 1                         | 7                    |      |
| 5   | Germania                   | - Christian Kukuk - Richard Vogel - Philipp Weishaupt            | - Checker 47 - United Touch S - Zineday                     | - 4 - 4 - 0                         | 8                    |      |
| 6   | Suedia                     | - Henrik von Eckermann - Rolf-Göran Bengtsson - Peder Fredricson | - King Edward - Zuccero HV - Catch Me Not S                 | - 4 - 4 - 4                         | 12                   |      |
| 7   | Irlanda                    | - Shane Sweetnam - Daniel Coyle - Cian O'Connor                  | - James Kann Cruz - Legacy - Maurice                        | - 5 - 0 - 9                         | 14                   |      |
| 8   | Belgia                     | - Gilles Thomas - Wilm Vermeir - Jérôme Guery                    | - Ermitage Kalone - IQ Van Het Steentje - Quel Homme de Hus | - 8 - 4 - 8                         | 20                   |      |
| 9   | Israel                     | - Robin Muhr - Ashlee Bond - Daniel Bluman                       | - Galaxy HM - Donatello 141 - Ladriano Z                    | - 13 - 20 - WD                      | 33+Retragere         |      |
| 10  | Mexic                      | - Carlos Hank - Federico Hernández - Eugenio Garza               | - Porthos Maestro WH Z - Romeo - Contago                    | - Retragere - Retragere - Retragere | Retragere            |      |